# Tomás Carlovich

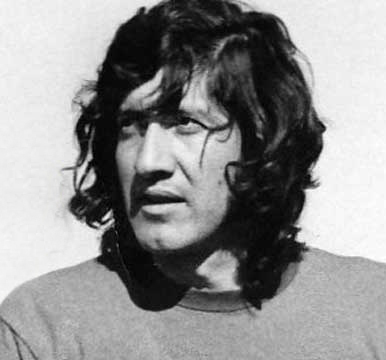
Carlovich (1975)

Tomás Felipe Carlovich (* 19. April 1946 in Rosario; † 8. Mai 2020 ebenda) war ein argentinischer Fußballspieler.

## Sportlicher Werdegang
Der Sohn kroatischer Immigranten begann seine Karriere bei Rosario Central, CSD Flandria und Independiente Rivadavia, ehe der zentrale Mittelfeldspieler nach seinem Wechsel 1973 zu Central Córdoba de Rosario den endgültigen Durchbruch schaffte. Als die argentinische Nationalmannschaft vor ihrer Abreise zur Weltmeisterschaft 1974 beim letzten Vorbereitungsspiel auf den Klub traf, erzielte er in der ersten Halbzeit für den Klub drei Tore, so dass Nationaltrainer Vladislao Cap auf seine Auswechslung zur Halbzeit drängte. Zwar lagen ihm zu jener Zeit auch Angebote aus Europa vor, er wollte jedoch sein Heimatland nicht verlassen. Später spielte er erneut für Rosario Central, CA Colón, Deportivo Maipú und abermals Central Córdoba de Rosario, wo er 1983 seine aktive Laufbahn beendete.
Bei einem Raubüberfall während eines Fahrradausflugs im Mai 2020 stürzte er mit dem Kopf zu Boden und erlag zwei Tage später den Verletzungen.